# Crioceris macilenta
Crioceris macilenta es un coleóptero de la familia Chrysomelidae. Fue descrita científicamente en 1880 por Weise.